# Bombardeo de Singapur (1944-1945)

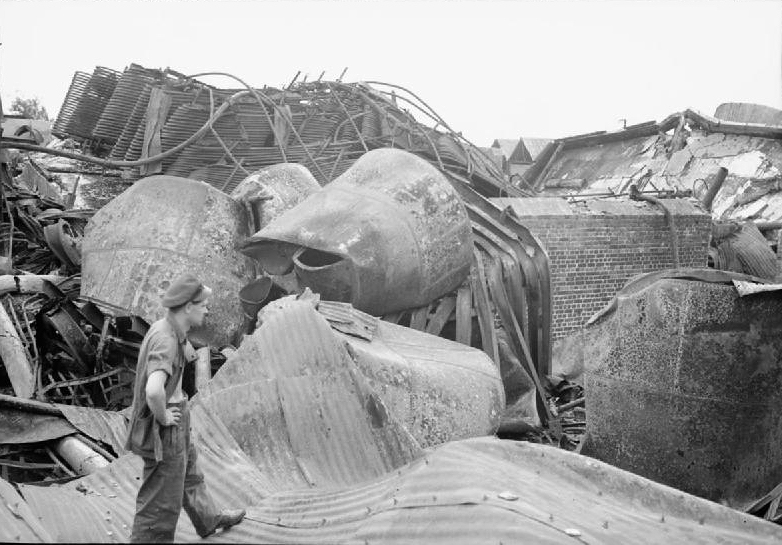
Transportes de motores de la RAF dañados por los bombardeos aliados sobre Singapur, 1945

El bombardeo de Singapur (1944–1945) fue una campaña militar llevada a cabo por las fuerzas aéreas Aliadas durante la Segunda Guerra Mundial. Los bombarderos de largo alcance de la United States Army Air Forces (USAAF) realizaron entre noviembre de 1944 y marzo de 1945 11 raídes aéreos sobre Singapur que estaba ocupado por las fuerzas japonesas. La mayoría de estos ataques tenían por blancos la base naval y las instalaciones del puerto de la isla, aunque también se llevaron a cabo algunas misiones de colocación de minas en aguas aledañas. Cuando los bombarderos de Estados Unidos fueron transferidos, la Royal Air Force británica tomó la responsabilidad por las operaciones de minado en proximidades de Singapur, las cuales continuaron hasta el 24 de mayo de 1945.
Los raídes tuvieron resultados diversos. Aunque se infligió un daño significativo a la importante base naval de Singapur y al puerto comercial, algunos raídes sobre estos blancos fracasaron y otros ataques sobre facilidades de almacenamiento de petróleo en islas cercanas a Singapur no fueron efectivos. La campaña de minado afectó las operaciones de transporte marítimo japonesas en la zona de Singapur y si bien produjo la pérdida de tres naves y daños a otras diez naves, la campaña no fue decisiva. 